# Yankıtepe, Erciş
Yankıtepe là một xã thuộc thành phố Erciş, tỉnh Van, Thổ Nhĩ Kỳ. Dân số thời điểm năm 2011 là 741 người.